# Bayerische Rechtssammlung
Die Bayerische Rechtssammlung (BayRS) ist die Sammlung des bayerischen Landesrechts und Grundlage dessen Bereinigung. Sie beruht auf dem Gesetz über die Sammlung des bayerischen Landesrechts (BayRSG) vom 10. November 1983. Ursprünglich gab die Anlage zum BayRSG zusammen mit der Veröffentlichung der in der Anlage verzeichneten Vorschriften den Rechtszustand in Bayern zum 1. Januar 1983 wieder.
Alle Gesetze, die nicht in der Anlage verzeichnet waren, traten zum 31. Dezember 1983 außer Kraft. Hiervon waren jedoch insbesondere Staatsverträge, Abkommen und bestimmte Satzungen ausgenommen. Die in der Anlage genannten Vorschriften galten nunmehr im gesamten Gebiet des Freistaats Bayern, sofern nicht ausdrücklich anders geregelt.
Auf der Grundlage dieser Sammlung wurden die forthin geltenden Gesetze in einer bereinigten Fassung veröffentlicht. Die Schreib- und Ausdrucksweise wurde den geltenden Regeln angepasst; dies galt jedoch nicht für die Verfassung. Es wurden Gliederungsnummern eingeführt. Kurzbezeichnungen und Abkürzungen wurden verwendet, soweit sie bisher gebräuchlich waren.
Bezeichnet werden Gesetze durch Abkürzungen wie BayRS 2250-1-I für das Bayerische Pressegesetz.